# Georgii Glebowitsch Lemmlein
Georgii Glebowitsch Lemmlein (auch Georg Laemmlein, russisch Георгий Глебович Леммлейн; * 23. August 1901 in Zürich; † 15. November 1962 in Moskau) war ein russischer Mineraloge und Kristallograf. Schwerpunkte seiner Forschung waren Bildung und Morphologie von Kristallen; ebenso gilt er als einer der Begründer der technischen Kristallzüchtung. Stofflich war sein Interesse großteils auf Quarz ausgerichtet.

## Leben
G. G. Lemmlein wurde in Zürich geboren, wo seine Eltern noch studierten. Der Vater wurde Physiker, die Mutter Lehrerin. Wie der ersten Seite des maschinengeschriebenen Lebenslaufs von vermutlich 1937 zu entnehmen ist, war der Urgroßvater Alexander Christopher von Lemmlein der erste der Familie, der nach Russland eingewandert war.
1902 kehrte die Familie zurück nach Russland und zog einige Jahre später nach Tiflis. Dort verbrachte Lemmlein die Kindheit und machte in Georgien auch die ersten geologisch-mineralogischen Expeditionen.
1919 erlangte er das Abitur und begann ein Studium an der Kaukasischen Universität, setzte dies nach deren Schließung an der Georgischen Staatlichen Universität fort. Nach Unterbrechung wegen Tuberkulose trat Lemmlein 1924 in die geologisch-mineralogische Abteilung der physikalisch-mathematischen Fakultät der Universität Leningrad ein.
Unter dem Einfluss von Schubnikow, dem Leiter des Mineralogischen Museum der Akademie der Wissenschaften der UdSSR, entwickelte sich Lemmleins Interesse an der Kristallografie, und er baute das Kristallografische Labor im Mineralogischen Museum ab 1925 von Grund her mit auf. Lemmlein beendete das Studium 1929 und wurde 1930 an die AdW auf eine Aspirantur angenommen, die 1932 endete. Zum 1. November 1935 (sic) wurde ihm der Grad eines Kandidaten der Geologie für die Gesamtheit seiner Arbeiten in der Kristallographie verliehen. Die Untersuchungen der Folgejahre zum Quarz wurden 1942 zur Doktor-Dissertation zusammengefasst.
Trotz struktureller Veränderungen blieb G. G. Lemmlein sein Leben lang dem Labor bzw. Institut verbunden: Im Rahmen der allgemeinen Verlegung von Instituten der Sowjetischen AdW nach Moskau wurde das Kristallografische Labor im Sommer 1934 von Leningrad in das Moskauer Lomonosov-Institut für Geochemie, Mineralogie und Kristallografie eingeordnet und wurde 1937 ein eigenständiges Laboratorium. Nach der kriegsbedingten Verlegung in den Ural und der Rückkehr nach Moskau wurde im November 1943 aus dem Laboratorium das Institut für Kristallografie gegründet, mit A. W. Schubnikow als erstem Direktor. Neben A. W. Schubnikow sowie A. F. Joffe, A. J. Fersman, N. W. Below und weiteren gehörte G. G. Lemmlein 1944 zum neu gebildeten Wissenschaftlichen Rat des Institutes. 1947 wurde er Professor der Mineralogie. Im Institut für Kristallografie haben sich drei wissenschaftliche Schulen entwickelt, darunter jene zur Erforschung des Kristallwachstums und Entwicklung ihrer Züchtungstechnologien: hier zählt Lemmlein als einer der fünf tragenden Wissenschaftler.
G. G. Lemmlein verstarb nach längerer Erkrankung im Herbst 1962.

## Werk

### Quarz
Lemmlein bewies, dass gewunden (also wendelförmig) gewachsene Quarze tatsächlich Einkristalle sind und keine Polykristalle. Lemmlein untersuchte auch die Abhängigkeit der Gestalt der Kristalle von ihrer Orientierung relativ zur Richtung der Schwerkraft -- eine Frage von Ebene und Lot in der Natur.
G. G. Lemmlein hat als erster Gesetze zur geometrischen Auslese von Kristallen aufgestellt, die in Gruppenkonkurrenz wachsen. Während des Großen Vaterländischen Krieges war er einer der Initiatoren der Produktion von Piezo-Quarz-Scheiben für den Bedarf der Kriegstechnik. In den 1950er Jahren war er Berater bei der industriellen Züchtung von Quarz und Rubinen nach dem Verneuil-Verfahren.

### Flüssigkeitseinschlüsse in Mineralien
Noch im Abschlussjahr seines Studiums in Leningrad 1929 erstellte G. G. Lemmlein seine vermutlich berühmteste Veröffentlichung, sogar in deutscher Sprache: die über sekundäre Flüssigkeitseinschlüsse im Quarz, deren Bildung er experimentell nachstellte und zeigte, dass diese durch nachträgliche Ausheilung von Brüchen entstehen. Der Gegensatz dazu sind primäre Einschlüsse von Flüssigkeiten, Gasen oder auch Festkörpern zeitgleich mit der Bildung eines Minerals.

### Schicht-Spiral-Wachstum und Methode der Dekoration
Am 20. März 1945 hat Lemmlein auf einer Akademiekonferenz über die Entdeckung berichtet, dass auf der Oberfläche von Siliziumkarbidkristallen (SiC) um einzelne Punkte herum spiralförmige Wachstumsschichten in Terrassenstruktur vorhanden sind.
Mit Interferometrie als Messtechnik sind Treppenstufen einer Höhe von 1/10 der Wellenlänge des Lichtes oder sogar weniger sichtbar.
Das Zentrum der Spirale sind Wachstumshügel. Bei der Quelle des Spiralwachstums kam Lemmlein jedoch nicht auf die Idee, dass das Zentrum der Wachstumsspirale eine Schraubenversetzung ist. Diese Idee wurde erst 1949 von Frederick Charles Frank publiziert, womit dann das Zeitalter der Versetzungstheorie des Kristallwachstums eingeläutet wurde.
Lemmlein gelang die Beobachtung dieses feinen Oberflächenreliefs durch Behauchung der Probe mit Wasserdampf, woraufhin Tröpfchen in den Vertiefungen der Wachstumsstufen kondensierten und das Relief kurzzeitig optisch markierten (anfangs Tau-Verfahren genannt (engl.: dew method), heute: Oberflächendekoration). Später wurde ein nichtflüchtiges Kondensat wie Ammoniumchlorid verwendet.
Seit G. A. Basset 1958 bei Kochsalz über die Dekoration der Stufen mit Gold berichtet hat, ist die Verwendung von Gold das Mittel der Wahl (Golddekoration).

### Wissenschaftshistoriker und Sammler von Edelsteinen
Bei der Herausgabe der russischen Übersetzung der Abhandlung des persischen Gelehrten al-Būrīnī zur Edelsteinkunde hat Lemmlein ausführliche Erläuterungen verfasst und damit der Leserschaft die alte östliche mineralogische Kultur zugänglich gemacht.
Ebenso hat Lemmlein Neuausgaben von Texten des russischen Universalgelehrten Michail Wassiljewitsch Lomonossow mit Vorworten bzw. Erklärungskapiteln versehen und damit Lomonossows Leistungen zur Kristallografie und Geologie neuzeitlich gewürdigt.
Die Beschäftigung mit Kristallen machte Lemmlein zu einem leidenschaftlichen Sammler von Mineralen, insbesondere von bearbeiteten Steinen.
Nach seinem Ableben erhielt die Eremitage Leningrad seine Sammlung geschnittener Steine, die aus 268 Stücken bestand.

## Ehrungen
Die Mineralgruppe der Lemmleinite wurde nach Lemmlein benannt.

## Persönliches
Lemmlein war auch Sammler von Grafiken. Nach seinem Ableben erhielt das Staatliche Museum für Bildende Künste A.S. Puschkin die über eintausend Grafiken umfassende Sammlung Lemmleins, die nach Inhalt und Qualität der Drucke eine der bedeutendsten Erwerbungen in den 1960er Jahren war.

## Schriften
- G. G. Lemmlein: Alexei Wassiljewitsch Schubnikow (Russ.). Allunionsverlag Moskau, 1941, S. 30 (Online).
- G. G. Lemmlein: Sektoraufbau des Kristalls (Russ.). Verlag der Akad. d. Wiss. der UdSSR, Moskau und Leningrad 1948, S. 40, im 1973er Buch als Kap. 3 nachgedruckt.
- G. G. Lemmlein: Morphologie und Bildung von Kristallen (Russ.). Verlag Wissenschaft, Moskau 1973, S. 328 (Online [abgerufen am 13. Oktober 2021] in der Quellenangabe Links zu djvu-Files).